# Campeón de Campeones 1988-89
La copa Campeón de Campeones 1988-89 fue la edición XXXVI del Campeón de Campeones, que enfrentó al campeón de la Liga 1988-89: América y al campeón de la Copa México 1988-89: Toluca. Esta sería la última edición que enfrentaría a los campeones de liga y copa de la temporada del fútbol mexicano, como tradicionalmente se hacía desde 1941-42. Los títulos de campeonísimo en 1989-90 y 1994-95, la ausencia de fechas disponibles del calendario en 1990-91, 1991-92 y 1995-96; y las cancelaciones de la Copa México, primero en 1992-93 y 1993-94; y después de forma definitiva en 1997-98, evitarían la realización de este certamen.
Se regresó a la tradicional definición en un solo partido a celebrarse en la capital del país. América se coronó por tercera ocasión consecutiva ante el campeón de Copa, en esta ocasión el Toluca.

## Partido
| América |  |  |  | Campeón de la Primera División de México (1988-89) |
| Toluca  |  |  |  | Campeón de la Copa México (1988-89)                |

| 20 de julio de 1989                         | América                      | 2:1 (1:1, 1:0) (t. s.) | Toluca          | Estadio Azteca, Ciudad de México |                                 |
|                                             | Hermosillo 23' · Seixas 107' | Reporte                | Masciarelli 63' | Asistencia: 60 000 espectadores  | Asistencia: 60 000 espectadores |
| América Campeón de Campeones 1988-89 (2:1). |                              |                        |                 |                                  |                                 |

| Campeón de Campeones 1988-89 |
| ---------------------------- |
|                              |
| América                      |
| 4.º Título                   |